# Uran (planet)
Urán je zunanji, sedmi planet od Sonca v Osončju. Je ledeni orjak (do leta 1990 je spadal v kategorijo plinastih orjakov), tretji največji po premeru in četrti največji po masi. Imenuje se po grškem bogu neba in praočetu drugih bogov Uranu (starogrško Οὐρανός: Oúranós). Njegov znak je  ali . Prvi znak izhaja iz imena Uranovega odkritelja, Williama Herschla. Drugi znak je sestavljen iz znaka za Sonce in puščice Marsa, ker je bil Uran v grški mitologiji poosebljenje nebes, kjer prevladujeta svetloba Sonca in moč Marsa.
Nasino vesoljsko plovilo Voyager 2 je edino, ki je obiskalo planet, v prihodnosti pa novi poleti niso načrtovani. Plovilo so izstrelili leta 1977, Uranu pa se je najbolj približalo 24. januarja 1986, nato pa je nadaljevalo svojo pot proti Neptunu.
Uran je prvi planet, odkrit v sodobnem času. Herschel ga je uradno odkril 13. marca 1781, do takrat pa so bili iz antike znani samo klasični planeti od Merkurja do Saturna. Odkritje Urana je prvič v sodobni človeški zgodovini razširilo meje Osončja. Prav tako je bil to prvi planet, odkrit z uporabo tehnologije (z daljnogledom), čeprav je kot klasični planeti viden s prostim očesom.
Notranja sestava Urana je podobna Neptunovi, oba pa se po kemični sestavi razlikujeta od drugih dveh plinastih orjakov, Jupitra in Saturna. Zaradi tega ju astronomi razvrščajo v drugo kategorijo »ledenih orjakov«. Uranova atmosfera, čeprav v osnovni sestavi vsebnosti vodika in helija podobna Jupitrovi in Saturnovi, vsebuje več »ledov« kot je vodni led, amonijak in metan, ter sledi ogljikovodikov. Njegova atmosfera je v Osončju nahladnejša z najnižjo temperaturo 49 K (–224 °C). Zgradba oblakov je kompleksna in plastna. V najnižjih oblakih se verjetno nahaja voda, v najvišjih pa metan. Notranjost Urana v glavnem sestavljajo ledovi in skale.

## Odkritje in poimenovanje
Uran je bil prvi odkriti planet, ki v antičnih časih še ni bil poznan. Opazovali so ga že prej, vendar so ga vedno zmotno poistovetili kot zvezda, predvsem zaradi majhnega navideznega sija in počasnega tira. Prvo zapisano odkritje je bilo leta 1690, ko je John Flamsteed katalogiziral Uran kot 34 Bika. Flamsteed je Uran opazoval še vsaj šestkrat. Rekord pa pripada francoskemu astronomu Pierru Charlesu Le Monnieru, ki je med letoma 1750 in 1771 opazoval Uran vsaj dvanajstkrat, med drugim tudi štirikrat v zaporednih nočeh.
Herschel je planet odkril 13. marca 1781, svoje odkritje pa je sporočil 26. aprila, in sicer, da je odkril komet.
»13. marca 1781 med deseto in enajsto uro zvečer je Herschel preučeval majhne zvezde blizu H Dvojčkov z daljnogledom premera sedem čevljev in dvesto sedemidvajsetkratne povečave; ena od teh zvezd je imela nenavaden premer, zato je bila označena za komet. Pod to oznako je bila tudi v razpravi na Kraljevi družbi v Londonu. Toda raziskovalci Herschla in Laplaca so pokazali, da je tirnica novega telesa skoraj krožna, zato je bil Uran posledično povzdignjen na rang planeta.«
Herschel je planet prvotno imenoval Jurijeva zvezda (Georgium Sidus) v čast britanskemu kralju Juriju III. Ko so ga opozorili, da sidus pomeni zvezda in ne planet, ga je preimenoval v Jurijev planet. To ime pa ni bilo sprejemljivo zunaj Britanije. De Lalande je leta 1784 predlagal, da ga imenujejo Herschel, istočasno pa je ustvaril (astrološki) simbol planeta (»krogla, okrašena z vašimi začetnicami«). Njegov predlog so sprejeli francoski astronomi. Prosperin iz Uppsale je predlagal imena Astraea, Cybele in Neptun (ki jih zdaj nosita dva asteroida in še en planet). Lexell iz Sankt Peterburga je predlagal imeni Neptun Jurija III. in Neptun Velike Britanije. Bernoulli iz Berlina pa imeni Hypercronius in Transaturnis. Predlagani sta bili tudi imeni Austräa in Minerva.
Bode je kot urednik publikacije Berliner Astronomisches Jahrbuch predlagal ime Uran, po latinski različici grškega boga neba, Urana. Maximilian Hell je to ime uporabil v prvih efemeridah, ki so bile objavljene na Dunaju, izračunal pa jih je benediktinski duhovnik Placido Fixlmillner. Prvo delo, ki je imelo v naslovu Uran, je bilo delo Opozicija Urana leta 1821 (Opposition des Uranus 1821), Astronomische Nachrichten, Vol. 1, str. 18-21) iz leta 1823. To ime se je v Nemčiji uporabljalo že v 18. stoletju, izdaje Monthly Notices of the Royal Astronomical Society (Mesečne novice Kraljeve astronomske družbe iz leta 1827 pa kažejo, da je bilo ime Uran takrat dobro uveljavljeno tudi med britanskimi astronomi.
V kitajščini, japonščini, korejščini in vietnamščini se ime planeta prevede kot zvezda nebesnega kralja (天王星).

## Fizikalne značilnosti

### Sestava
Uran je sestavljen pretežno iz plina in različnih ledov. Ozračje vsebuje približno 85 % vodika, 15 % helija in 2 % metana ter sledove acetilena, notranjost planeta pa je bogatejša s težjimi elementi, najverjetneje s spojinami kisika, ogljika in dušika ter s kamnitimi materiali. To je drugače kot pri Jupitru in Saturnu, ki sta sestavljena večinoma iz vodika in helija. Uran je (podobno kot Neptun) zelo podoben jedrima Jupitra in Saturna, če ne upoštevamo obsežno ovojnico iz kovinskega vodika. Uranova barva je sinja zaradi absorpcije rdeče svetlobe v metanu. Temperatura površja oblačnega pokrova je približno 55 K (−218 °C).

### Nagib vrtilne osi
Ena najvidnejših značilnosti Urana je njegov nagib vrtilne osi za skoraj devetdeset stopinj. Zaradi tega je v njegovi tirnici okrog Sonca en pol nekaj časa obrnjen proti Soncu, drugi pa je obrnjen stran. Na drugi strani Sonca se osvetlitev polov zamenja.
V času mimoleta vesoljskega plovila Voyager 2 leta 1986 je bil Uranov južni pol skoraj neposredno obrnjen proti Soncu. Ena od posledic te orientacije je, da polarna področja dobijo več energije od Sonca, kot pa področja ob ekvatorju. Vseeno pa je Uran bolj topel na ekvatorju, kot pa na polih, zakaj je tako, še ni znano. Prav tako je neznan razlog za tako velik nagib osi. Eno od ugibanj pravi, da je med nastajanjem planeta vanj trčil ogromen protoplanet, pri tem pa obrnil orientacijo.
Kaže tudi, da ekstremen nagib Uranove osi povzroča ekstremne vremenske razlike v letnih časih. Med mimoletom Voyagerja 2 so bili pasovi oblakov precej bledi in šibki. Nedavna opazovanja s Hubblovim vesoljskim daljnogledom pa so pokazala precej bolj izrazite pasove, saj se Sonce sedaj približuje Uranovemu ekvatorju. Tako je bilo leta 2007 Sonce neposredno nad ekvatorjem.

### Magnetno polje
Uranovo magnetno polje je precej posebno, saj ne izhaja iz geometričnega središča planeta in je za približno 60 ° nagnjeno od osi vrtenja. Verjetno se generira z gibanjem znotraj Urana v precej majhnih globinah. Neptun ima podobno zamaknjeno magnetno polje, kar nakazuje, da tako magnetno polje ni nujno posledica nagiba Uranove osi. Magnetni rep je zaradi planetovega vrtenja zavit v obliko dolgega vijaka, ki sega za planet. Vir magnetnega polja je neznan.

### Bleda atmosfera
Uran se od Jupitra in Saturna razlikuje v tem, da ima precej šibkejši izvor notranje toplote. Jupiter in Saturn oddajata več energije, kot pa jo prejemata od Sonca, saj imata veliko notranje toplote (zaradi tega sta njuni ozračji zelo pisani). Uran pa ima precej manjšo maso, zaradi tega je izvor toplote precej šibkejši in je tako temperatura v jedru planeta približno 7000 K (temperatura jedra Jupitra je približno 30.000 K, Saturna pa 18.000 K), to pa precej manj vpliva na atmosfero in je ta zato precej bolj bleda.

## Planetovi obroči
Uran ima šibek sistem planetnih obročev, ki so sestavljeni iz temnih delcev do 10 metrov premera. Sistem obročev so marca 1977 odkrili James L. Elliot, Edward W. Dunham in Douglas J. Mink z uporabo letečega observatorija Kuiper Airborne Observatory. Odkritje je bilo naključno, saj so hoteli z okultacijo zvezde preučevati planetno ozračje. Po analizi opazovanj so ugotovili, da je zvezda za kratek čas petkrat izginila pred in po zakritju s planetom. Tako so zaključili, da mora okrog planeta obstajati sistem obročev. Obroči so bili neposredno odkriti, ko je leta 1986 mimo Urana letel Voyager 2. Do konca leta 2005 je bilo tako znanih 13 obročev. Decembra 2005 pa sta bila s Hubblovim vesoljskim daljnogledom odkrita dva nova obroča; največji ima dvakrat večji premer, kot prej poznani obroči. Nova obroča sta tako oddaljena od planeta, da sta sedaj označena kot »drugi sistem obročev«. Najdena pa sta bila tudi dva majhna satelita. Eden deli svojo tirnico z enim od novoodritih obročev. Prav tako novi podatki kažejo, da so se tirnice notranjih malih lun v zadnjem desetletju znatno spremenile.

## Uranovi naravni sateliti
| Glavne Uranove lune (v primerjavi z Zemljino Luno) | Glavne Uranove lune (v primerjavi z Zemljino Luno) | Glavne Uranove lune (v primerjavi z Zemljino Luno) | Glavne Uranove lune (v primerjavi z Zemljino Luno) | Glavne Uranove lune (v primerjavi z Zemljino Luno) |
| ime                                                | premer [km]                                        | masa [kg]                                          | premer tirnice [km]                                | obhodna doba [d]                                   |
| -------------------------------------------------- | -------------------------------------------------- | -------------------------------------------------- | -------------------------------------------------- | -------------------------------------------------- |
| Miranda                                            | 470 (14 %)                                         | 7,0 · 1019 (0,1 %)                                 | 129.000 (35 %)                                     | 1,4 (5 %)                                          |
| Ariel                                              | 1160 (33 %)                                        | 14 · 1020 (1,8 %)                                  | 191.000 (50 %)                                     | 2,5 (10 %)                                         |
| Umbriel                                            | 1170 (34 %)                                        | 12 · 1020 (1,6 %)                                  | 266.000 (70 %)                                     | 4,1 (15 %)                                         |
| Titanija                                           | 1580 (45 %)                                        | 35 · 1020 (4,8 %)                                  | 436.000 (115 %)                                    | 8,7 (30 %)                                         |
| Oberon                                             | 1520 (44 %)                                        | 30 · 1020 (4,1 %)                                  | 584.000 (150 %)                                    | 13,5 (50 %)                                        |

Uran ima 27 znanih naravnih satelitov. Imena teh lun so izbrana iz oseb v delih Williama Shakespearja in Alexandra Popa. Glavnih satelitov je pet: Miranda, Ariel, Umbriel, Titanija in Oberon. Manjši pa so: Kordelija, Ofelija, Bianca, Kresida, Desdemona, Julija, Portia, Rozalinda, Belinda, Puck in drugi
Uranski satelitski sistem je najmanjši med plinastimi orjaki; skupna masa vseh petih največjih lun je manjša od polovice mase Tritona. Največja luna, Titanija, ima premer 788,9 km, oz. manj kot polovico premera Lune, a malenkost več kot Rea, druga največja Saturnova luna. S tem je Titanija osma največja luna v Osončju. Lune imajo tudi sorazmerno majhen albedo: Od 0,20 (Umbriel) do 0,35 (Ariel; v zeleni luči). Lune so ledeno skalni konglomerati, sestavljeni iz približno enakih delov ledu in skal. Domneva se, da lahko led vsebuje amonijak in ogljikov dioksid.
Med vsemi lunami ima Ariel najmlajšo površino z najmanj udarnih kraterjev, medtem ko ima Ubriel najstarejšo. Na Mirandi se nahajajo kanjoni, ki so približno 20 km globoki, terasaste plasti in s kaotično razliko v starosti površja in drugih značilnostih.

## Vidnost Urana
Navidezni sij Urana niha med +5,5 in +6,0, zato ga je moč na temnem nebu videti s prostim očesom kot zelo šibko zvezdo. Zlahka pa se ga najde z navadnim daljnogledom. Z Zemlje ima premer štirih ločnih sekund. V večjih ljubiteljskih daljnogledih (objektiv mora biti večji od 30 cm) izgleda planet kot bled moder disk z značilnim senčenjem roba, vidna pa sta lahko tudi Titanija in Oberon. Tudi z večjimi profesionalnimi inštrumenti na disku planeta ni možno videti podrobnosti. Vendar pa so infrardeče raziskave njegovega ozračja z uporabo adaptivne optike prinesle nove in zanimive podatke.

## Raziskave
Nasin Voyager 2 je bila edina sonda, ki je raziskovala Uran na kratki razdalji. 24. januarja 1986 se je na poti proti Neptunu približala vrhu atmosfere na 81.500 km. Merilni instrumenti so posredovali podatke o zgradbi in kemični sestavi atmosfere ter lastnostih magnetnega polja. Sonda je izvedla tudi prve natančne meritve Uranovih satelitov, pri čemer je odkrila deset novih, ter vseh devet do tedaj znanih obročev, pri čemer je odkrila dva nova. V bližnji prihodnosti nove raziskave niso načrtovane, sta pa orbiter in atmosferska sonda za preučevanje Urana med prioritetami v strategiji Nase med letoma 2013 in 2022.